# 八尋ぽち
八尋ぽち（やひろぽち、11月5日 - ）は、日本の漫画家。主に成人向け漫画を執筆している。
同人サークル「ぽぽちち」で活動を行っている。

## 作品リスト

### 成人向け
1. 『ラブマチオ』[2] 2011年10月30日発売[3]、ワニマガジン社〈ワニマガジンコミックススペシャル〉、ISBN 978-4-86269-181-1
  - 乱交ピュア／におい奴隷／瞳さんのラブマチオ（描き下ろし）／小梅ちゃんのラブマチオ／じらし遊び／オナニー処女／じゃじゃ馬娘とご主人様／ピュア痴女／妹残業手当／彼氏不在部屋／まわる片思い／教科書を否定して／濡れシス／めっちゃカンドー娘
2. 『はめぺろ』[4] 2013年6月28日発売[5]、ワニマガジン社〈ワニマガジンコミックススペシャル〉、ISBN 978-4-86269-255-9
  - ナツとメイ／プライドいじり／ラン友／ひみつのラブマチオ／えろひいき／えろえろひいき／ナツにメイ／妹誘拐犯（描き下ろし）／ミルキーヤンキー／シャイS先生／フデコイ／2/14リポート／てるてる桃子／おまけのQ&A／Lessonこはる
3. 『ちゅぱ♡シャワー』[6] 2014年10月31日発売[7]、ワニマガジン社〈ワニマガジンコミックススペシャル〉、ISBN 978-4-86269-335-8
  - 発情スイッチ♥前編／メガ×チン／私の妹エッチな目で見ないで／発情スイッチ♥後編／発情スイッチ♥～after～（描き下ろし）／妹姫と奴隷君／公開はめまショー／全員はめまショー／公開はめはめショー／ラブ♥ほじる／Sweet雷雨／ひなちゃん おまちかね♥／テレたりミリタリー
4. 『まん♡ぴく』[8] 2016年11月19日発売[9]、ワニマガジン社〈ワニマガジンコミックススペシャル〉、ISBN 978-4-86269-459-1
  - カラフル♥ギャ～ルフレンド （COMIC快楽天 2015年5月号）
  - おあずけ♥ギャ～ルフレンド （COMIC快楽天 2016年8月号）
  - 覗ハメ （COMIC快楽天 2015年11月号）
  - 天使のご褒美 （COMIC快楽天 2016年6月号）
  - 酔いkiss （COMIC快楽天 2016年11月号）
  - パイフレンド ～運命の白い乳～ （COMIC快楽天 2016年3月号）
  - 根欲♨混浴 （COMIC快楽天 2016年1月号）
  - インポちゃんと夏目ちゃん （COMIC快楽天 2016年7月号）
  - 副会長GAL☆デビュー （COMIC快楽天 2016年4月号）
  - 初初モンスター （COMIC快楽天 2016年1月号）
  - おっぱい超常現象 （COMIC失楽天 2012年6月号）
5. 『ひみチュッ』 2019年4月26日発売[10]、ワニマガジン社〈ワニマガジンコミックススペシャル〉、ISBN 978-4-86269-637-3
  - 哺乳姉ちゃん （COMIC快楽天 2017年1月号）
  - な♡い♡しょ （COMIC快楽天 2017年7月号）
  - ないしょ彼女 （COMIC快楽天 2018年3月号）
  - エッチの練習 （COMIC快楽天 2018年11月号）
  - やさしい大家さん （COMIC快楽天 2018年8月号）
  - 感じてボディーメッセージ （COMIC快楽天 2019年3月号）
  - ないしょ♡イジリ （COMIC快楽天 2017年11月号）
  - お姉ちゃんにないしょ （COMIC快楽天 2018年5月号）
  - 扉むこうのキミ （COMIC失楽天 2017年2月号）
  - 運命の性器 （COMIC快楽天 2017年4月号）
  - 純愛リベンジ （COMIC快楽天 2017年8月号）
6. 『どぴゅあ』 2021年6月30日発売[11]、ワニマガジン社〈ワニマガジンコミックススペシャル〉、ISBN 978-4-86269-789-9
  - 彼女結び （COMIC快楽天 2021年3月号）
  - セフレ （COMIC快楽天 2019年6月号）
  - セフレちゃん （COMIC快楽天 2019年11月号）
  - 花の蜜 （COMIC快楽天 2019年8月号）
  - シスター×レクチャー （COMIC快楽天 2020年12月号）
  - 君のご褒美が欲しくて （COMIC快楽天 2020年8月号）
  - 君のご褒美が欲しくて 後日談 （限定配信）
  - お世話ちゃん （COMIC快楽天 2020年3月号）
  - さわれないふたり （COMIC失楽天 2010年6月号）
  - 初体験 （COMIC快楽天 2021年6月号）

### 一般向け
- 『正しい魔術の遊び方』 2012年5月10日発売[12]、少年画報社〈ヤングコミックコミックス〉、ISBN 978-4-78593-835-2